# Raoul De Keyser
Raoul De Keyser, né à Deinze le 29 août 1930 et mort dans cette même ville le 6 octobre 2012, est un peintre belge.

## Œuvre
De Keyser a créé des peintures abstraites et des œuvres sur papier. Il était représenté par Zeno X Gallery, Anvers, Galerie Barbara Weiss, Berlin et David Zwirner, New York.

## Expositions
Il fut exposé à Berne et Francfort (1991), et régulièrement à Anvers, Berlin, Munich, New York, Vienne et ailleurs.
En 2011, il fit l'objet d'une exposition aux De Loketten au Parlement flamand, à Bruxelles, en Belgique, et en 2009, une rétrospective au Kunstmuseum de Bonn, en Allemagne. En 2004, une rétrospective des peintures de Raoul De Keyser a eu lieu au 'Whitechapel Gallery à Londres et part en tournée au musée de Rochechouart, Rochechouart, France; De Pont, Tilbourg, Pays-Bas,  Fundação Serralves, Porto, au Portugal et le Kunstverein St. Gallen, à Saint-Gall, en Suisse en été 2005. À la fin de 2006, il y avait un large panorama de son œuvre au Musée des Beaux-Arts de Bruxelles, en Belgique. Autres expositions personnelles incluent le Fonds Régional d'Art Contemporain Auvergne, Clermont-Ferrand, France (2008), Museum de Deinze en de Leiestreek, Deinze, Belgique (2007), le Museum Dhondt-Dhaenens, Deurle, Belgique (2002), musée municipal d'art actuel, Gand, La Renaissance Society à l'université de Chicago (tous deux 2001) et le Royal Hibernian Academy, Dublin (2000).
Il a été inclus dans d'importantes expositions collectives internationales, telles que Documenta IX (1992), Der Spiegel Zerbrochene. Positionen zur Malerei (Vienne et Hambourg, 1993) et Unbound. Possibilities of Painting (Hayward Gallery, Londres, 1994.
Il est exposé actuellement au S.M.A.K., le musée municipal d'art actuel à Gand.

## Collections publiques
Son travail fait partie de collections publiques à travers le monde, y compris le musée d'Art moderne New York, musée d'Art contemporain de Los Angeles, musée d'Art moderne de San Francisco, musée municipal d'art actuel, à Gand, entre autres.

## Sources
- (en) Cet article est partiellement ou en totalité issu de l’article de Wikipédia en anglais intitulé « Raoul De Keyser » (voir la liste des auteurs).